# Bagimont
Bagimont (en wallon Badjimont) est une section et un village de la commune belge de Vresse-sur-Semois située en Région wallonne dans la province de Namur.
C'était une commune à part entière avant sa fusion avec la commune de Sugny (province de Luxembourg) en 1964 (loi du 02/07/1964) avant que celle-ci ne fusionne le 01/01/1977 avec la commune de Vresse-sur-Semois. Cette fusion entraînera son passage vers la province de Namur.

## Évolution démographique
- Source: DGS, 1831 à 1970=recensements population, 1976= habitants au 31 décembre

## Histoire
Bagimont apparut pour la première fois dans les Chartes de l´abbaye de Saint-Hubert en 817 (francia.ahlfeldt.se).